# Relaciones Costa Rica-Japón
Costa Rica y Japón disfrutan de relaciones diplomáticas desde 1935. Si bien interrumpidas por la pertenencia de ambos países a bandos contrarios durante la Segunda Guerra Mundial e incluso Costa Rica fue el primer país en declararle la guerra a Japón tras el ataque a Pearl Harbor incluso antes que los propios Estados Unidos, desde 1953 las relaciones diplomáticas y comerciales han sido ininterrumpidas. Ambos países tienen en común haber sido de las primeras naciones en abolir el ejército en tiempos modernos.

## Historia

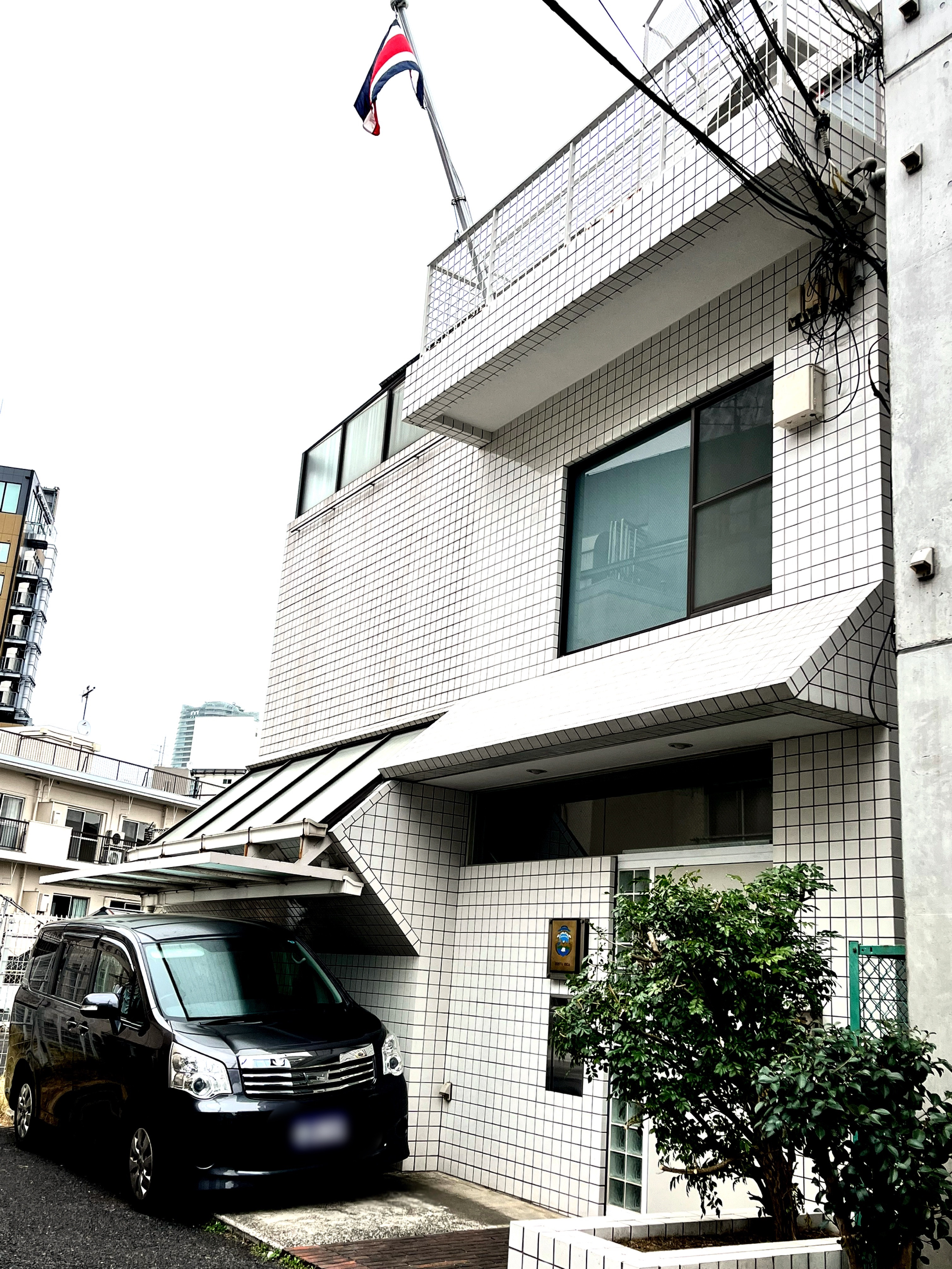
Embajada de Costa Rica en Tokio

La República de Costa Rica inició relaciones oficiales con el entonces Imperio del Japón desde febrero de 1935 cuando Yoshiatsu Hori fue acreditado como ministro plenipotenciario japonés ante Costa Rica y México. Las relaciones se interrumpirían tras el ataque a Pearl Harbor en 1941 cuando el gobierno de Rafael Ángel Calderón Guardia declararía la guerra al Imperio Japonés en solidaridad con su aliado americano. A raíz de esto 23 ciudadanos japoneses residentes en Costa Rica fueron arrestados y deportados a campos de concentración en Estados Unidos, de forma similar a como fueron perseguidas las más numerosas colonias italiana y alemana. Reanudándose las relaciones diplomáticas sin interrupción desde los años 50s.

## Relaciones comerciales
De acuerdo con el entonces embajador japonés Hidekazu Yamaguchi, entre 2000 y 2008 Japón exportó a Costa Rica unos 340 millones de dólares anuales, a la vez que Costa Rica exportó a Japón alrededor de 95 millones de dólares en productos como café, jugos naturales, plantas ornamentales y maquinaria. De acuerdo con Procomer el país centroamericano pasó a exportar de $51 millones en el 2000 a $112 millones en el 2016, por lo que las relaciones comerciales entre ambos países son vistas como estratégicas.

## Relaciones culturales y de cooperación
Desde 1974 la Agencia de Cooperación Internacional del Japón ha enviado cerca de 600 voluntarios a trabajar en comunidades costarricenses en distintas labores así como una donación de $240 millones para la planta geotérmica Boriquen. Costa Rica también proveyó a Japón de asistencia en la diversificación de energía y aplicación de energías limpias.
Además en el país centroamericano se realizan a menudo actividades con auspicio de la Embajada japonesa como festivales culturales japoneses, ciclos de cine y festivales de anime; siendo la animación japonesa particularmente popular en el país. Además los municipios de San José y Okinawa, y las ciudades portuarias de Puntarenas y Kesennuma tienen estatus de ciudades hermanas respectivamente.